# Ishida Hiroyuki (1981)
Hiroyuki Ishida (sinh ngày 11 tháng 12 năm 1981) là một cầu thủ bóng đá người Nhật Bản.

## Sự nghiệp câu lạc bộ
Hiroyuki Ishida đã từng chơi cho Avispa Fukuoka.